# Tsebelu Zewde
Pour les articles homonymes, voir Zewde.
Tsebelu Zewde, né le 2 novembre 1987, est un athlète éthiopien spécialiste des courses de fond. Il remporte la médaille d'or du 10 000 m aux Jeux africains 2015.

## Palmarès
| Date | Compétition    | Lieu        | Résultat | Épreuve  |
| ---- | -------------- | ----------- | -------- | -------- |
| 2015 | Jeux africains | Brazzaville | 1re      | 10 000 m |